# Prunus rhamnoides
Prunus rhamnoides es una especie de planta del género Prunus, perteneciente a la familia Rosaceae.

## Taxonomía
Prunus rhamnoides fue descrita por Bernhard Adalbert Emil Koehne en 1915.

## Distribución
Se encuentra en el territorio de México hasta Guatemala.